# Gnamptogenys petiscapa
Gnamptogenys petiscapa é uma espécie de formiga do gênero Gnamptogenys.